# اوبر پارو
اوبر پارو (انگلیسی: Hubert Parot; ۲۳ مهٔ ۱۹۳۳ – ۱۴ ژانویهٔ ۲۰۱۵) سوارکار پرش اهل فرانسه بود.